# August Wilhelm Grüneberg
August Wilhelm Grüneberg (* 30. September 1787 in Stettin; † 15. Februar 1837 ebenda) war ein deutscher Orgelbauer.

## Leben
August Wilhelm Grüneberg war der Sohn des Instrumentenbauers Georg Friedrich Grüneberg (1752–1827). Seine Mutter Dorothea (Dora) Christiane, geborene von Neander, war die Witwe des Stettiner Viktualienhändlers Schommer. Der Vater war 1782 aus Magdeburg nach Stettin gezogen, um dort im Auftrag Friedrichs II. eine Orgel zu bauen, und hatte in der Stettiner Domstraße 24 eine Instrumentenmacherwerkstatt eröffnet. August Wilhelm Grüneberg, der die Werkstatt seines Vaters ab 1824 weiterführte, erhielt 1811 das Bürgerrecht der Stadt Stettin.
Er war mit Henriette geb. Breslich (1800–1883) verheiratet und hatte mit ihr drei Söhne und drei Töchter. Die beiden älteren Söhne waren der Chemiker und Unternehmer Hermann Grüneberg (1827–1894) und Barnim Grüneberg (1828–1907), der die Werkstatt seines Vaters übernahm und 1854 als Orgelbau-Anstalt neu gründete.

## Werke (Auswahl)
| Jahr | Ort                                    | Kirche         | Bild | Manuale | Register | Bemerkungen                             |
| ---- | -------------------------------------- | -------------- | ---- | ------- | -------- | --------------------------------------- |
| 1823 | Schwedt                                | St, Katharinen |      | 2       |          | zwischen 1887 und 1890                  |
| 1824 | Pasewalk                               | Nikolaikirche  |      | 2       |          | [ 2 ]                                   |
| 1826 | Wiek (Rügen)                           | St. Georg      |      | 1       | 7        | 1876 erweitert durch Mehmel → Orgel     |
| 1829 | Bad Schönfließ (heute Trzcińsko Zdrój) | Marienkirche   | ☢    | 2       | 19       | Saniert von Wilhelm Sauer im Jahr 1894. |
| 1832 | Belling                                | Dorfkirche     |      | 1       |          | [ 4 ]                                   |
| 1832 | Ahlbeck                                | Ev. Kirche     |      | 1       |          | Saniert von Wilhelm Sauer im Jahr 2005. |